# 1923-as magyar úszóbajnokság
Az 1923-as magyar úszóbajnokság versenyszámait Budapesten rendezték meg, a többségüket a Lágymányoson.

## Eredmények

### Férfiak
| Versenyszám                                 | Arany                                                                    | Arany   | Ezüst                                                      | Ezüst   | Bronz                           | Bronz   |
| ------------------------------------------- | ------------------------------------------------------------------------ | ------- | ---------------------------------------------------------- | ------- | ------------------------------- | ------- |
| 100 m gyorsúszás Döntő: augusztus 5.        | Gáborfi Antal NSC                                                        | 1:05,8  | Turnovszky Endre MAC                                       | 1:06,3  | Czelle László III. kerületi TVE | 1:10,2  |
| 200 m gyorsúszás Döntő: Június 17. Császár  | Eperjessy Béla MAFC                                                      | 2:25,6  | Gáborfi Antal NSC                                          | 2:35    | Serény István Ferencvárosi TC   |         |
| 400 m gyorsúszás Döntő: június 24., Császár | Eperjessy Béla MAFC                                                      | 5:34,4  | Balikó Kálmán NSC                                          |         |                                 |         |
| 800 m gyorsúszás Döntő: augusztus 5.        | Eperjessy Béla MBSE                                                      | 11:48   | Balikó Kálmán NSC                                          | 12:43   | Hlavacsek Márton BKAC           | 13:20   |
| 1500 m gyorsúszás Döntő:                    | Eperjessy Béla MAFC                                                      | 23:57   | Bitskey Zoltán MOVE Eger                                   | 24:04   | Szigritz Géza MOVE Eger         |         |
| 100 m hátúszás Döntő: augusztus 5.          | Bartha Károly NSC                                                        | 1:21,2  | Holba Tivadar MOVE OTE                                     | 1:25,6  |                                 |         |
| 100 m mellúszás Döntő: augusztus 5.         | Sipos Márton MAFC                                                        | 1:21,8  | Barta István VAC                                           | 1:23,2  | Géczy István MAFC               | 1:29,6  |
| 400 m mellúszás Döntő: június 10.           | Jung Frigyes BEAC                                                        | 6:50,3  | Wenk János Ferencvárosi TC                                 |         | Farkas B BKAC                   |         |
| Folyambajnokság Döntő: augusztus 29.        | Keserű Ferenc III. kerületi TVE                                          | 1:14:52 | Vértesy József Ferencvárosi TC                             | 1:15:22 | Dukász László TAC               | 1:16:08 |
| 4 × 200 m gyorsváltó Döntő: augusztus 4.    | Schlenker Antal Balikó Kálmán Bartha Károly Gáborfi Antal Nemzeti SC     | 11:05,6 | Wenk János Keserű Vértes Serény István Ferencvárosi TC     |         |                                 |         |
| 3 × 100 m vegyes váltó Döntő: augusztus 5.  | Sipos Márton Virányi Béla Eperjessy Béla MAFC                            | 3:58,6  | Farkas Hlavacsek Bonk BKAC                                 |         |                                 |         |
| folyamúszás csapat Döntő: augusztus 29.     | Vértesy József Wenk János Szubota Béla Nagy Lajos Szántó Ferencvárosi TC | 38      | Keserű Ferenc Mikey Richárd Mérey Dárday III. kerületi TVE | 43      |                                 |         |

### Nők
| Versenyszám                            | Arany                                                             | Arany                                                             | Ezüst                                                             | Ezüst                                                             | Bronz                                                             | Bronz                                                             |
| -------------------------------------- | ----------------------------------------------------------------- | ----------------------------------------------------------------- | ----------------------------------------------------------------- | ----------------------------------------------------------------- | ----------------------------------------------------------------- | ----------------------------------------------------------------- |
| 100 m gyorsúszás Döntő: augusztus 5.   | A győztes a szintidőt nem teljesítette, így nem avattak bajnokot! | A győztes a szintidőt nem teljesítette, így nem avattak bajnokot! | A győztes a szintidőt nem teljesítette, így nem avattak bajnokot! | A győztes a szintidőt nem teljesítette, így nem avattak bajnokot! | A győztes a szintidőt nem teljesítette, így nem avattak bajnokot! | A győztes a szintidőt nem teljesítette, így nem avattak bajnokot! |
| 100 m hátúszás szeptember 16., Császár | Kraszner Katalin                                                  | 1:44                                                              | Keresztúri Kamilla Ferencvárosi TC                                |                                                                   | Wágner Olga Ferencvárosi TC                                       |                                                                   |
| 100 m mellúszás Döntő: augusztus 4.    | A győztes a szintidőt nem teljesítette, így nem avattak bajnokot! | A győztes a szintidőt nem teljesítette, így nem avattak bajnokot! | A győztes a szintidőt nem teljesítette, így nem avattak bajnokot! | A győztes a szintidőt nem teljesítette, így nem avattak bajnokot! | A győztes a szintidőt nem teljesítette, így nem avattak bajnokot! | A győztes a szintidőt nem teljesítette, így nem avattak bajnokot! |
| Folyambajnokság Döntő: augusztus 29.   | Keresztúri Kamilla Ferencvárosi TC                                |                                                                   | Heimovits Ilona MUE                                               |                                                                   | Sipos Anna MUE                                                    |                                                                   |